# 陰陽座
陰陽座（陰陽座，Onmyo-Za or Onmyouza or Onmyoza）是日本一重金屬的樂團，成立於1999年，成員有五個人，分別是黒猫（主唱）、瞬火（貝斯手、主唱）、斗羅（鼓手）、狩姦（吉他手、合聲）、招鬼（吉他手、合聲），於1999年發行首張專輯鬼哭轉生。

## 樂團簡介
他們的音樂是屬於鐵娘子和猶大祭司類型的的傳統重金屬音樂，並混合日本演歌／流行風格。
陰陽座的團名來自於雙主唱、雙吉他的搭配，一陰一陽、一動一靜。
陰陽座的粉絲團就叫做「式神俱樂部」，歌迷都自稱作「式神」，連帶的陰陽座在各地舉辦的演唱會，也經常以像是「帝釋天」、「夜叉」等神佛的名字來作為演唱會名稱。

## 樂團成員
- 黒猫（主唱）
- 瞬火（貝斯手、主唱）
- 狩姦（吉他手、合聲）
- 招鬼（吉他手、合聲）
- 斗羅（鼓手）已於2009年3月退出陰陽座，暫當支援鼓手時瞬火以本名河塚 篤史作介紹 。已正式退出。

## 支援成員
- 阿部 雅宏（鍵盤）
- 石川 和智（鼓手） 2011『谺』
- 土橋 誠  （鼓手）

## 樂團演出
1. 異形之宴（2000年7月26日）

## 音樂作品
單曲
1. 櫻花之理（2000年8月19日）
2. 風花雲月（2001年12月16日）
3. 妖花忍法帖（2002年12月25日）
4. 鳳翼天翔（2003年6月4日）
5. 醒（2003年10月1日）
6. 睡（2004年1月7日）
7. 組曲「義經」～惡忌判官（2004年9月23日）
8. 組曲「義經」～夢魔炎上（2004年10月27日）
9. 組曲「義經」～來世邂逅（2004年11月26日）
10. 甲賀忍法帖（2005年4月27日）
11. 黑衣的天女（2007年6月27日）
12. 紅葉（2008年8月6日）
13. 相剋／慟哭（2009年1月21日）
14. 蒼藍獨眼（2009年8月26日）
15. 紺碧の双刃（2011年2月9日）
16. 青天の三日月（2014年3月19日）
17. 櫻花忍法帖 （2018年1月10日）

音樂專輯
1. 鬼哭轉生（1999年12月5日）
2. 百鬼繚亂（2000年12月24日）
3. 煌神羅剎（2002年1月10日）
4. 封印迴濫（2002年7月24日） Mini Album
5. 鳳翼麟瞳（2003年1月22日）
6. 夢幻泡影（2004年3月3日）
7. 臥龍點睛（2005年6月22日）
8. 魔王戴天（2007年7月25日）
9. 魑魅魍魎（2008年9月10日）
10. 金剛九尾（2009年9月9日）
11. 鬼子母神（2011年12月21日）
12. 風神界逅（2014年9月24日）
13. 雷神創世（2014年9月24日）
14. 迦陵頻伽（2016年11月30日）
15. 覇道明王（2018年6月6日）
16. 龍凰童子（2023年1月18日）

- 精選輯

1. 陰陽珠玉（2006年2月8日）
2. 陰陽大全（2010年12月22日）
3. 龍凰珠玉（2013年12月4日）

- 演唱會現場專輯

1. 赤熱演舞（2003年6月25日）
2. 陰陽雷舞（2006年6月7日）

DVD
1. 百鬼降臨傳
  - （VHS）（2002年1月10日）
  - （DVD）（2004年2月14日）
2. 白光亂舞（2003年6月25日）
3. 我屍越行（2005年3月2日）
4. 幽玄靈舞（2005年8月22日）
5. 珠玉宴舞（2006年6月21日）
6. 天下布舞（2008年1月23日）
7. 龍凰輪舞（2010年4月21日）臺灣發售日（2010年5月21日）
8. 式神雷舞（2010年7月1日）會場限定
9. 絶界演舞（2012年9月5日）
10. 式神謳舞（2013年12月13日）

## 外部連結
- 陰陽座官方網站 （页面存档备份，存于）